# Suite XVI
Suite XVI es el decimosexto álbum de estudio de la banda inglesa The Stranglers. Lanzado el 18 de septiembre de 2006 por el sello EMI Records.

## Listado de canciones
1. "Unbroken" (3:47)
2. "Spectre Of Love" (3:34)
3. "She's Slipping Away" (3:29)
4. "Summat Outanowt" (2:14)
5. "Anything Can Happen" (3:54)
6. "See Me Coming" (3:56)
7. "Bless You (Save You, Spare You, Damn You)" (5:35)
8. "A Soldier's Diary" (2:19)
9. "Barbara (Shangri- La)" (3:44)
10. "I Hate You" (2:58)
11. "Relentless" (5:02)

The Stranglers
- Jean Jacques Burnel - Bajo y voz.

- Baz Warne - Guitarra y voz.

- Dave Greenfield - Órgano, sintetizador y coros.

- Jet Black - Batería y percusión.

- Datos: Q3503242